# غاستون أ. روبنز
غاستون أ. روبنز هو محامي وسياسي أمريكي، ولد في 26 سبتمبر 1858 في غولدزبورو في الولايات المتحدة، وتوفي في 22 فبراير 1902 في نيويورك في الولايات المتحدة. نشط حزبياً في الحزب الديمقراطي. وقد انتخب عضو مجلس النواب الأمريكي ‏.